# NGC 786
NGC 786 (również PGC 7680 lub UGC 1506) – galaktyka spiralna (S?), znajdująca się w gwiazdozbiorze Barana. Odkrył ją Heinrich Louis d’Arrest 26 września 1865 roku.